# ألوية النصر
ألوية النصر هو فصيل عسكري يتبع للجيش السوري الحر تم تشكيله في 31 مايو 2016 بعد اتحاد 15 فصيل مقاتل في مدينة أعزاز. بعد فترة وجيزة من تشكيله قامت الجبهة الشامية باعتقال مؤسسه الشيخ أحمد محمود فتوح في يونيو 2016 وذلك بتهمة التآمر مع روسيا والنظام. وجاء في بيان الجبهة الشامية مايلي:
«...وفقنا الله بكشف أخطر المؤامرات التي تحاك ضد الثورة بحجة الحرص على الأرواح والدماء، حيث أقدمت إحدى المجموعات التي شكلت مؤخراً تحت مسمى ((ألوية النصر)) على التآمر مع روسيا والنظام.»

## الفصائل المنضوية
- لواء أحرار الشمال
- لواء أحرار منبج
- لواء أنصار الشمال
- لواء عباد الرحمن
- لواء شهداء اعزاز
- لواء الأمجاد
- لواء الفرقان
- كتائب نور الحق
- كتائب الأهوال
- كتيبة مغاوير الشمال
- كتيبة كفر كلبين
- كتيبة أسود الثورة
- كتيبة نور الإيمان
- كتيبة شهداء سوريا
- كتيبة الشهيد علاء بسوت